# Najafgarh
Najafgarh és una ciutat i municipi al sud-oest de Delhi al límit del Territori de la Capital Nacional de Delhi amb el districte de Gurgaon, capital de la subdivisió de Najafgarh, una de les tres que forma el districte Sud-oest de Delhi. La població de la subdivisió és de 906.452 habitants. La subdivisió està formada per importants poblacions entre les quals Badu Sarai, Bindapur, Chalwala, Dhansa, Dicaon Kalan, Goela Khurd, Haibat Pura, Jain Pur, Kair, Kakrola, Khera Dabar, Najafgarh, Nanak Heri, Paprawat, Sarang Pur, Sherpur, Shikar Pur, Ujwa and Togan Pur. Najafgarh és un suburbi de Delhi rodejada per altres importants suburbis com Surhpur i Mitraon per l'oest, Dichaon Kalan pel nord, Roshanpura i Khaira.